# Auffay
Auffay era un comune francese di 1 860 abitanti situato nel dipartimento della Senna Marittima nella regione della Normandia. Il 1º gennaio 2019 si è fuso con Cressy e Sévis per formare il nuovo comune di Val-de-Scie.

## Società

### Evoluzione demografica
Abitanti censiti

## Amministrazione

### Gemellaggi
- Bleckede,  Germania, dal 1977